# François Alexandre de Metz
Pour les articles homonymes, voir Metz (homonymie).
François Alexandre Emmanuel de Metz, 2e Baron de Metz né le 21 mai 1780 à Nancy, aujourd'hui dans le département de Meurthe-et-Moselle, et décédé le 11 juillet 1840 dans la même ville, est un homme politique français.
Premier Avocat général à la Cour Royale de Nancy puis président de la cour d'appel de Nancy, il est député de la Meurthe de 1827 à 1831, soutenant la Restauration.

## Sources
- « Dictionnaire des parlementaires français de 1789 à 1889 (Adolphe Robert, Edgar Bourloton et Gaston Cougny) », sur gallica BNF (consulté le 14 décembre 2013)!